# Dreißigacker
Dreißigacker è una frazione (Ortsteil) della città tedesca di Meiningen.

## Storia
Il 1º gennaio 1990 il comune di Dreißigacker fu aggregato alla città di Meiningen.